# 萊阿爾海崖
63°53′S 57°35′W / 63.883°S 57.583°W
萊阿爾海崖（Léal Bluff），是南極洲的海崖，位於詹姆斯羅斯島群的維加島西南部，海拔高度485米，由阿根廷探險隊命名，現時由南極條約體系管理。